# Naproxeno
El naproxeno es un medicamento antiinflamatorio no esteroideo que se emplea en el tratamiento del dolor leve a moderado, la fiebre, la inflamación y la rigidez provocados por afecciones como artrosis, artritis psoriásica, espondilitis anquilosante, tendinitis y bursitis. También en el tratamiento de la dismenorrea primaria y la migraña. Actúa inhibiendo la síntesis de prostaglandinas. Se administra por vía oral, la dosis habitual en adultos es entre 250 y 500 mg cada 12 horas, se une muy bien a la albúmina y por lo tanto tiene una vida en la sangre más larga que otros medicamentos del grupo, llegando hasta 12 horas por dosis. Está disponible como naproxeno o en forma de naproxeno sódico.

## Historia
El naproxeno se puso a la venta en 1976 en Estados Unidos como medicamento bajo receta con el nombre comercial de Naprosyn; la sal sódica se puso a la venta en 1980. La FDA estadounidense aprobó en 1994 la venta de naproxeno sin receta. En muchos países, sigue siendo un medicamento que se expende únicamente con receta médica. Se vende con numerosos nombres comerciales dependiendo del laboratorio que lo comercializa y el país, entre ellos Aleve, Accord, Anaprox, Antalgin, Feminax Ultra, Flanax, Inza, Maxidol, Midol Extended Relief, Nalgesin, Naposyn, Naprelan, Naprogesic, Naprosyn, Narocin, Pronaxen, Proxen, Soproxen, Synflex, MotriMax, Xenobid y Apronax.

## Usos médicos

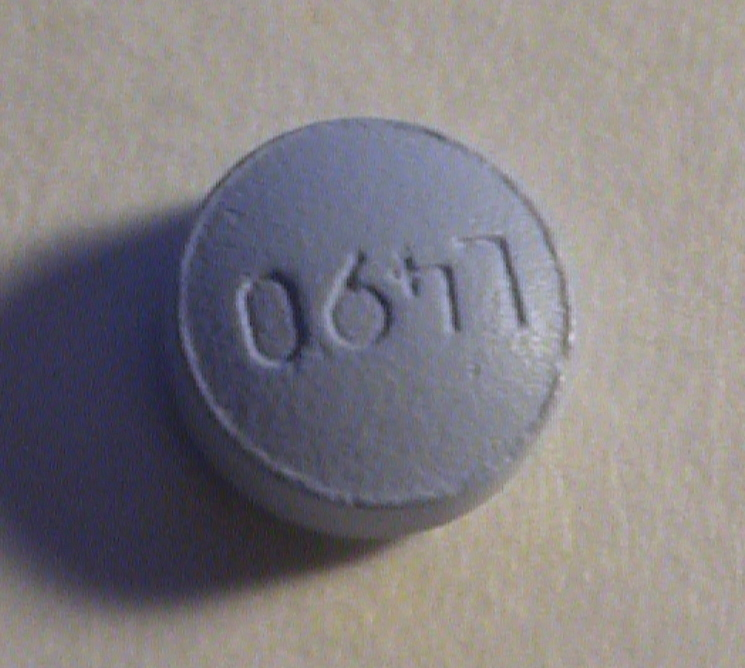
Ejemplo de un comprimido de Naproxeno. Su forma y tamaño puede diferir según la marca fabricante.

Al igual que otros medicamentos pertenecientes al grupo de los antiinflamatorios no esteroideos, el naproxeno está indicado en el tratamiento de procesos que cursan con inflamación y síntomas asociados como fiebre y dolor. Se emplea  en la artritis reumatoide,  artrosis,  artritis psoriásica, espondilitis anquilopoyética y una larga lista de trastornos que incluyen dismenorrea, migraña, gota, tendinitis y bursitis. Puede utilizarse como analgésico aunque no exista inflamación, sin embargo no es útil en dolores de origen neuropático como el ocasionado por la neuropatía diabética. 

## Farmacología
El naproxeno es  un derivado del ácido propiónico. Es una sustancia blanca, inodora y cristalina con una masa molecular de 230,26 g/mol. Es liposoluble, prácticamente insoluble en agua, con un pH inferior a 4 y totalmente soluble en agua con un pH superior a 6. Su punto de fusión es 153 °C. Se absorbe con rapidez a través del tracto gastrointestinal, alcanzando la máxima concentración en sangre entre 2 y 4 horas después de su administración por vía oral. Su vida media es de entre 12 y 15 horas, por lo que se administra generalmente cada 12 horas. Se une a proteínas plasmáticas en un 99% y se elimina principalmente a través de la orina. Puede pasar a la leche materna en caso de mujeres lactantes. También atraviesa la barrera hematoencefálica.

## Efectos secundarios y precauciones
Como otros AINE, el naproxeno puede provocar alteraciones gastrointestinales, incluyendo náuseas, vómitos, diarrea, constipación, úlcera gástrica y lesiones hepáticas. Las personas con antecedentes de hemorragia digestiva, úlcera de estómago, úlcera de duodeno, colitis ulcerosa y enfermedad de Crohn deben consultar al médico antes de tomar naproxeno. Se ha comprobado que el consumo simultáneo de naproxeno con alcohol aumenta la probabilidad de hemorragia digestiva por lo que se recomienda no tomar bebidas alcohólicas o moderar el consumo durante el tratamiento.
También puede inhibir la excreción del sodio y en algunos casos provocar elevación de la presión arterial. Según los datos de diferentes ensayos clínicos, los tratamientos prolongados con algunos medicamentos antiinflamatorios pueden aumentar el riesgo de acontecimientos aterotrombóticos como infarto agudo de miocardio o ictus cerebral. Sin embargo el naproxeno a dosis de hasta 1000 mg al día es uno de los fármacos más seguros del grupo y el que se asocia con menor frecuencia a efectos adversos de este tipo.  No obstante el médico debe establecer la recomendación y duración del tratamiento en caso de hipertensión arterial,  insuficiencia  cardíaca, enfermedad  coronaria   establecida,   arteriopatía   periférica  y enfermedad cerebrovascular.
Al igual que otros fármacos de su grupo farmacológico, tiene capacidad de dañar la función renal (efecto nefrotóxico), por lo que se debe utilizar con precaución en caso de insuficiencia renal. Si su empleo es esencial debe utilizarse el menor tiempo posible y a la menor dosis efectiva.
Otros efectos secundarios poco frecuentes son la agranulocitosis y la descompensación de una insuficiencia cardíaca ya existente.

## Interacciones
- Cuando se asocia a otros antiinflamatorios no esteroideos, puede producirse interferencia entre ellos, disminuyendo la acción de ambos y potenciando los efectos secundarios
- Si se asocia con anticoagulantes puede incrementar el riesgo de hemorragias.
- Si se administra conjuntamente con antidiabéticos orales de la familia de la sulfonilureas como la glibenclamida y la glipizida, se produce interacción que puede aumentar el efecto hipoglucemiante.
- Si se asocia a diuréticos de asa, como la furosemida, puede disminuir su acción diurética.[9]